# Gura Teghii, Buzău
Gura Teghii (mai vechi, Lunca Pârciului) este satul de reședință al comunei cu același nume din județul Buzău, Muntenia, România. Se află în extremitatea nord-vestică a județului, în zona Masivului Penteleu.
1. ↑  Stoian, Gabriel (2020). Dicționar geografic al județului Prahova. Ploiești - Mileniul III. p. 220.